# Rue de Pécrot
De Rue de Pécrot is een straatnaam en een heuvel in de Belgische provincie Waals-Brabant gelegen in de omgeving van Pécrot. 

## Wielrennen
De helling is onder andere opgenomen in de recreatieve wielerroute Brabantse Pijlroute.